# La Angostura (Gran Canaria)
La Angostura es una localidad del municipio de Santa Brígida, Gran Canaria, España. En 2023 contaba con 1725 habitantes.

## Toponimia
La Angostura, un arcaísmo castellano, debe su nombre a que se encuentra en la parte más estrecha (angosta) del barranco Guiniguada. Hace 2400 años aproximadamente el volcán de la Caldereta cortó el paso del barranco, lo que generó una laguna aguas arriba. La rotura de esa barrera por la erosión dio lugar a este paso mucho más estrecho que el resto del valle.

## Historia
Los antiguos canarios ocuparon los escarpes cercanos a la laguna y habitaron en cuevas artificiales durante siglos. En esta zona se sitúa un episodio relacionado con los últimos aborígenes que se resistían a la conquista y arrojaron al barranco a tres dominicos que Pedro de Vera envió a cristianizarlos, en el lugar conocido como cuevas de los Frailes.
Tras la conquista a la zona llegaron colonos portugueses, castellanos y andaluces, entre ello Cristóbal de la Coba, dedicado al cultivo de caña de azúcar, hacia 1519. Igualmente instaló un molino hidráulico que movía el ingenio azucarero.
La presencia de nacientes de agua, la instalación de más molinos y de una fábrica de tejas llevó a La Angostura a ser uno de los primeros núcleos de La Vega (Santa Brígida), un lugar muy populoso e importante, durante la era de la colonización.